# Lillmaran
Lillmaran är en fjärd i Finland. Den ligger i Pargas stad i landskapet Egentliga Finland, i den sydvästra delen av landet, 150 km väster om huvudstaden Helsingfors.
Lillmaran avgränsas av Stortervolandet i väster, Vånohalvön i norr, Mielisholm i öster samt holmarna Högen och Korsholmen i söder. Den ansluter till Stormaran i söder och till Våno sund i nordöst.